# فيليسيتي فينش
فيليسيتي فينش (بالإنجليزية: Felicity Finch)‏ هي ممثلة بريطانية، ولدت في 14 مارس 1955.

## وصلات خارجية
- فيليسيتي فينش على موقع IMDb (الإنجليزية)